# Jean-Marie Hermely
Jean-Marie Emery, connu comme Jean-Marie Hermely, né à Locmariaquer le 3 octobre 1769 et mort à Locoal-Mendon le 9 octobre 1850, est un marin français chouan.

## Biographie
Il sert d’abord comme marin dans la flotte royale.
Il rejoint ensuite les Chouans. George Cadoudal le nomme Chef de bataillon commandant le secteur de Locmariaquer puis comme Courrier confidentiel de l’état-major royaliste.
En 1795 George Cadoudal le nomme pour aller au devant de la flotte britannique amenant l'armée des émigrés à Quiberon.
Selon les mémoires de Jean Rohu, il prend part à la bataille du pont du Loc'h, le 25 janvier 1800, « en simple volontaire », car son bataillon n'était pas présent. 
À la fin de la chouannerie, il se retire sur la presqu’île de Locoal, il achète un manoir en ruine à Keriguénen derrière le bourg. Il meurt dans ce manoir le 3 octobre 1850.
Il sera ensuite inhumé au cimetière paroissial de Locoal. Sa tombe a disparu en 1928 et le recteur de Locoal a retrouvé la pierre tombale en 1968, elle est toujours visible aujourd’hui avec une inscription: «Doue ha men bro » la devise des chouans en breton.